# Егер
 Е́гер, або Е́ґер (угор. Eger) — місто в Угорщині. Розташоване на північному сході країни, у краю Північна Угорщина, області Гевеш. Засноване у середньовіччі. Центр Егерського єпископства. Головна окраса міста — Егерський замок, що прославився завдяки обороні від Османів 1552 року. Місто відоме великими виноградниками, термальними джерелами і романтичними вузькими вуличками з будівлями в стилі угорського бароко.

## Назви
- Агрія (лат. Agria) — латинська назва.
- Егер[1], або Еґер[2][3] (угор. Eger) — угорська назва.
- Егрі (тур. Eğri) — турецька назва.
- Ерлау (нім. Erlau) — німецька назва.
- Ягер, або Яґер (словац. Jáger, пол. Jagier) — польська і словацька назви.

## Географія
Егер розташований у долині на перетині гір Бюкк з горою Матрою.

## Історія
Відомий завдяки захисту Егерського замку. Гарнізон замку, який разом із жінками та дітьми налічував всього 2000 осіб, відвернув штурм 150-тисячної турецької армії. І зараз, прогулюючись старими вуличками Егера, серед храмових і жилих будівель XVIII століття у стилі бароко, рококо та цопф, можна зустріти й турецькі пам'ятники, з середньовічної фортеці майже усюди видно 35-метровий мінарет.
Центр старого міста Егера — колишня базарна площа, сьогодні площа Добо. Тут встановлена скульптура середньовічного захисника фортеці Іштвана Добо (1500—1572). Головна площа прикрашена зведеною у 1700-х роках міноритською церквою, зовнішній і внутрішній вигляд якої відображає потяг зрілого бароко до помпезності.
Неподалік від площі стоїть друга найбільш північна турецька споруда в Європі — мінарет XVII сторіччя (перша знаходиться в Кам'янці-Подільському). До балкона чотирнадцятикутного мінарету висотою 35 м ведуть вузькі гвинтові сходи з 97 сходинок. З вежі відкривається панорама центру міста й навколишньої місцевості.
У Еґері є Долина Красунь — парк, де знаходиться багато винних погребів.
Неподалік від міста розташований Бюккський національний парк.

## Освіта
В місті розташований Університет прикладних наук імені Кароля Естергазі, який був заснований в 1774 році. В 1989 році був перейменований на честь його засновника, єпископа Естергазі Кароля. У цьому виші навчається понад 8000 студентів.

## Відомі особистості
В поселенні народився:
- Геза Кадаш (1926—1979) — угорський плавець.

## Міста-побратими
- Pamukkaled, Туреччина
- Єрихон, Палестинська держава
- Ареццо, Італія[4]
- Гейнсвілл (Джорджія), США
- Георгень, Румунія
- Дольний Кубін, Словаччина[5][6]
- Есслінген-ам-Неккар, Німеччина
- Кутна Гора, Чехія
- Макон, Франція
- Перемишль, Республіка Польща
- Порі, Фінляндія
- Сарцана, Італія
- Чебоксари, Росія

## Галерея

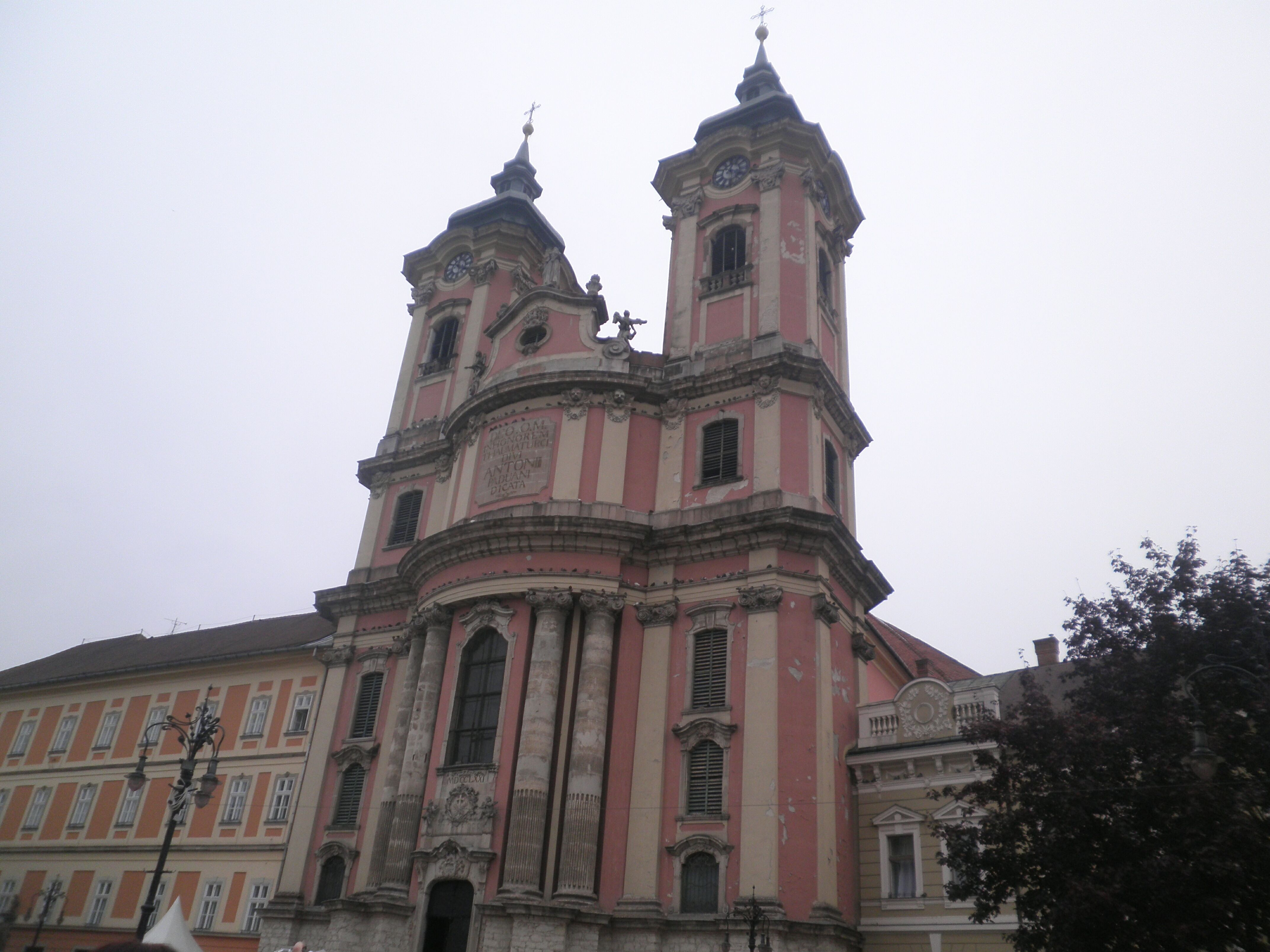
Церква міноритів
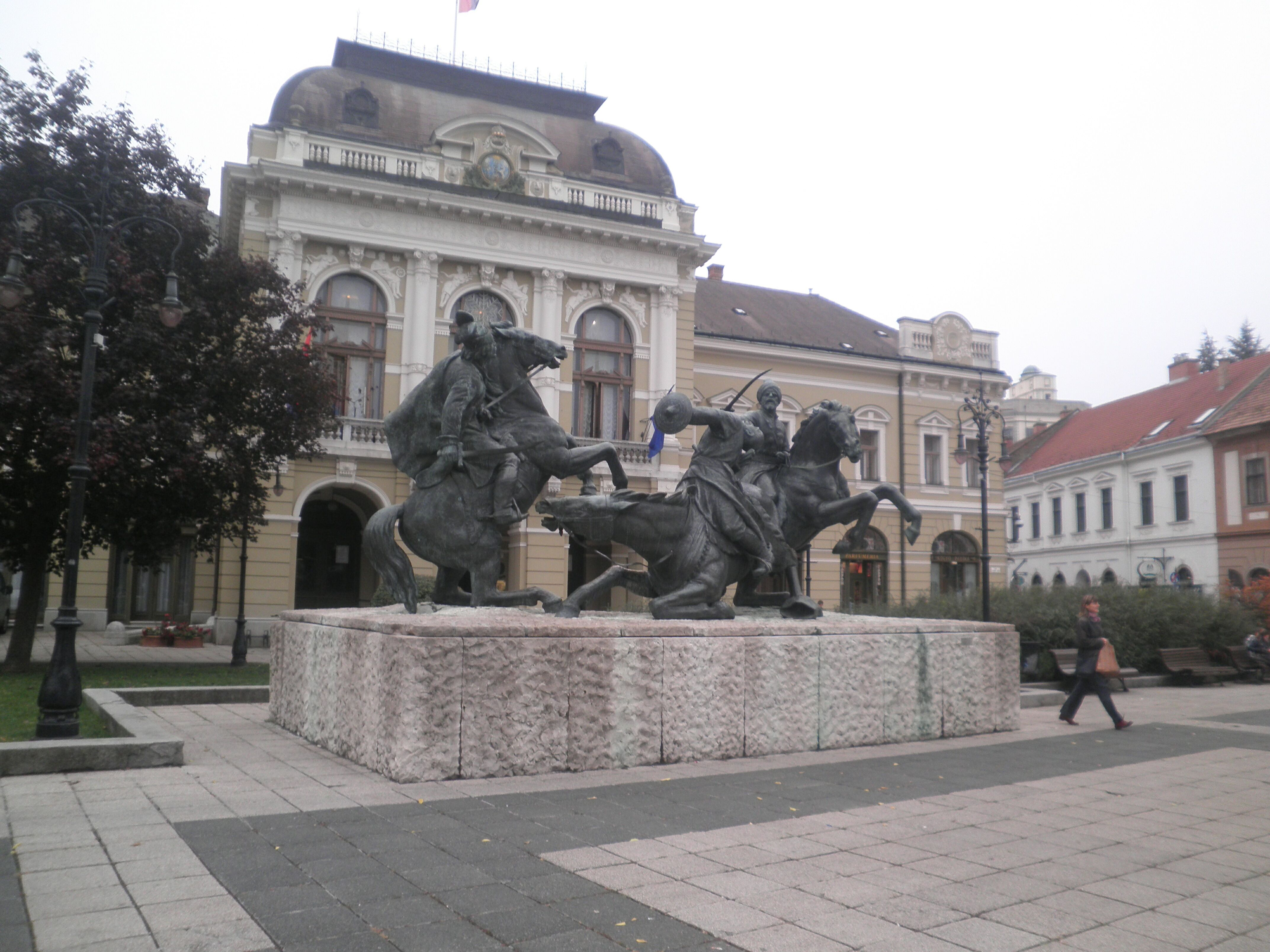
Статуя угорським воякам-захисникам
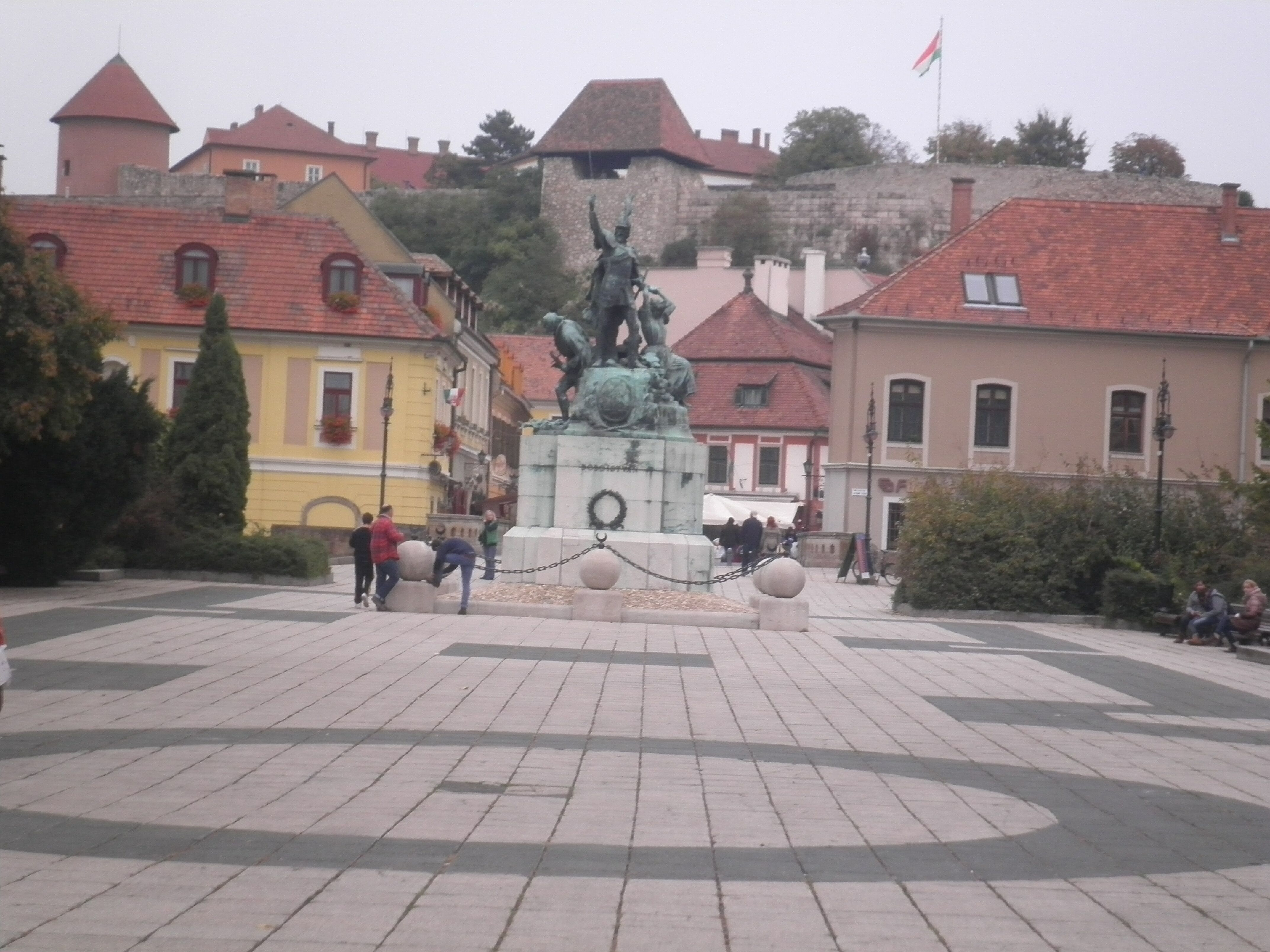
Пам'ятник Іштвану Добо